# Fáy László
Fáy László (Budapest, 1919. február 13. – Győr, 1998. szeptember 7.) magyar színész, a Győri Nemzeti Színház Örökös Tagja.

## Életpályája
Színi tanulmányait Bognár Elek színiiskolájában végezte, 1942-ben kapott színészi oklevelet. Pályáját vidéki színházaknál Ungváron és Munkácson kezdte. 1946-tól Budapesten, a Medgyaszay Színpadhoz szerződött. 1948-tól a Pódium Kabaré, az Állami Bányász Színház, a Madách Színház és a Fővárosi Víg Színház foglalkoztatta. 1955-től a kecskeméti Katona József Színházban szerepelt, majd 1959-től egy évadot a szolnoki Szigligeti Színháznál töltött. 1960-tól nyugdíjba vonulásáig, 1987-ig Győrben játszott, a Kisfaludy Színház művésze volt. A színház 1992. január 1-én felvette a Győri Nemzeti Színház nevet, a társulat örökös tagjai közé is beválasztották.

## Fontosabb színházi szerepei
- Shakespeare: Ahogy tetszik... Frigyes, a bitorló
- Shakespeare: A makrancos hölgy... Lord
- Móricz Zsigmond: Úri muri... Zsellyei Balogh Ábel, ezredes; Polgármester
- Németh László: Az utazás... Kórházigazgató
- George Bernard Shaw: Warrenné mestersége... Crofts
- Arthur Miller: Közjáték Vichyben... Marchand
- Eduardo De Filippo: Nápolyi álmok... Nicola bácsi
- Ifj. Johann Strauss: A denevér... Alfréd
- Ifj. Johann Strauss: Cigánybáró... Barinkay
- Frederick Loewe – Alan Jay Lerner: My Fair Lady... Pickering
- Kálmán Imre: Cirkuszhercegnő... Mister X.
- Kálmán Imre: Ördöglovas... Sándor Móric
- Kálmán Imre: A csárdáskirálynő... Edvin;  Kerekes Ferkó; Nagyherceg
- Kálmán Imre: Marica grófnő... Török Péter
- Huszka Jenő: Mária főhadnagy... Kászonyi ezredes
- Jacobi Viktor: Leányvásár... Tom Migles
- Jacobi Viktor: Sybill... Petrov
- Lehár Ferenc: A mosoly országa... Tábornok
- Eisemann Mihály: Bástyasétány 77... Péter
- Zerkovitz Béla: Csókos asszony... Sanyi, henteslegény
- Victorien Sardou – Émile de Najac: Váljunk el!... G. Adhemar

## Önálló előadóestje
- Fáj, hogy a szívemből elszállt a nyár

## Filmek, tv
- Pista tekintetes úr
- A makrancos hölgy
- Ideiglenes paradicsom (1981)
- A vörös grófnő
- Helm úr
- Gyilkosság a 31. emeleten
- Szomszédok (sorozat)
- Kisváros (dramaturg)